# Иду (Ичан)
Иду́ (кит. упр. 宜都, пиньинь Yídū) — городской уезд городского округа Ичан провинции Хубэй (КНР).

## История
Во времена империи Хань в этих местах был создан уезд Идао (夷道县). В начале эпохи Троецарствия Лю Бэем был создан на этих землях округ Иду (宜都郡). Во времена империи Тан появился уезд Иду (宜都县).
После образования КНР в 1949 году был создан Специальный район Ичан (宜昌专区), и уезд вошёл в его состав. В 1959 году Специальный район Ичан был расформирован, а вместо него был образован Промышленный район Иду (宜都工业区), но в 1961 году Промышленный район Иду был расформирован, и был вновь создан Специальный район Ичан. В 1970 году Специальный район Ичан был переименован в Округ Ичан (宜昌地区). 
В 1987 году был расформирован уезд Иду, а вместо него был создан городской уезд Чжичэн (枝城市).
В 1992 году город Ичан и округ Ичан были объединены в городской округ Ичан.
В 1998 году городской уезд Чжичэн был переименован в Иду.

## Административное деление
Городской уезд делится на 1 уличный комитет, 8 посёлков и 1 национальную волость.